# Alice Gojová
Alice Gojová (* 19. ledna 1973) je česká sociální pracovnice a vysokoškolská učitelka, v letech 2017 až 2025 děkanka Fakulty sociálních studií Ostravské univerzity (FSS OU). 

## Život
Narodila se v lednu 1973. V letech 1992 až 1997 studovala na Filozofické fakultě Univerzity Palackého, v roce 1997 získala magisterský titul po absolvování studia kombinace oborů sociologie a andragogika. Ještě  během studia působila v letech 1995 až 1997 ve spolku Trend vozíčkářů Olomouc. Po studiu působila v letech 1997 až 1998 jako pracovnice na městském úřadě obvodu Ostrava-Jih. V roce 1998 začala pracovat na Ostravské univerzitě a v roce 1999 začala zároveň studovat sociální práci na Trnavské univerzitě v Trnavě.
V roce 2000 se stala doktorkou filozofie v oboru sociální práce na Trnavské univerzitě a v roce 2004 získala na stejné univerzitě ve stejném oboru i titul Ph.D. Vedle toho pracovala v letech 1999 až 2003 v občanském sdružení Vzájemné soužití. Během své kariéry působila Gojová jako členka různých vědeckých rad. V roce 2013 se stala členkou vědecké rady Lékařské fakulty Ostravské univerzity a členkou vědecké rady Fakulty sociálních studií Ostravské univerzity. Kromě toho působila v letech 2013 až 2016 jako proděkanka FSS OU. V roce 2014 začala působit ve vědecké radě celé Ostravské univerzity a v roce 2018 začala působit také jako členka vědecké rady Fakulty zdravotnictví a sociální práce Trnavské univerzity.
V říjnu 2016 byla Gojová zvolena děkankou FSS OU, když získala 9 z 9 hlasů akademického senátu fakulty. Funkce se ujala v březnu 2017. V lednu 2021 funkci obhájila i pro další funkční období, které jí vypršelo v dubnu 2025, kdy ji ve funkci vystřídala Soňa Kalenda Vávrová. V rámci své kariéry absolvovala řadu pobytů v zahraničí (např. v Utrechtu nebo Koblenzu). V roce 2022 jí byla udělena cena rektora Ostravské univerzity za vynikající dlouhodobou vědecko-výzkumnou činnost a činnost pro občanskou společnost.